# Myopias breviloba
Myopias breviloba är en myrart som först beskrevs av Wheeler 1919.  Myopias breviloba ingår i släktet Myopias och familjen myror. Inga underarter finns listade i Catalogue of Life.